# Tenedos cufodontii
Tenedos cufodontii là một loài nhện trong họ Zodariidae.
Loài này thuộc chi Tenedos. Tenedos cufodontii được Eduard Reimoser miêu tả năm 1939.